# District historique de Colton Point State Park
Le district historique de Colton Point State Park – ou Colton Point State Park Historic District en anglais – est un district historique dans le comté de Tioga, en Pennsylvanie, aux États-Unis. Situé au sein du parc d'État de Colton Point, ce district emploie le style rustique du National Park Service. Il est inscrit au Registre national des lieux historiques depuis le 12 février 1987.